# Лэнгдейлские каменные топоры

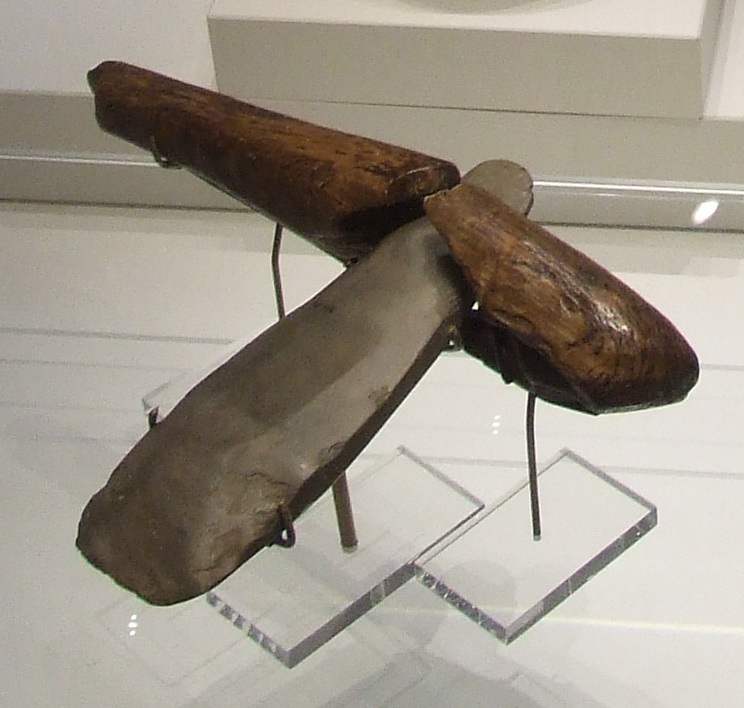
Неолитический каменный топор из Лэнгдейла с хорошо сохранившейся рукояткой, найденный в Эхенсайд Тарн недалеко от побережья Камбрии (ныне в Британском музее)

Лэнгдейлские каменные топоры — изделия доисторического центра производства каменных орудий эпохи неолита. Центр расположен в долине Грейт-Лэнгдейл, неподалёку от городка Амблсайд, графство Камбрия, Англия.

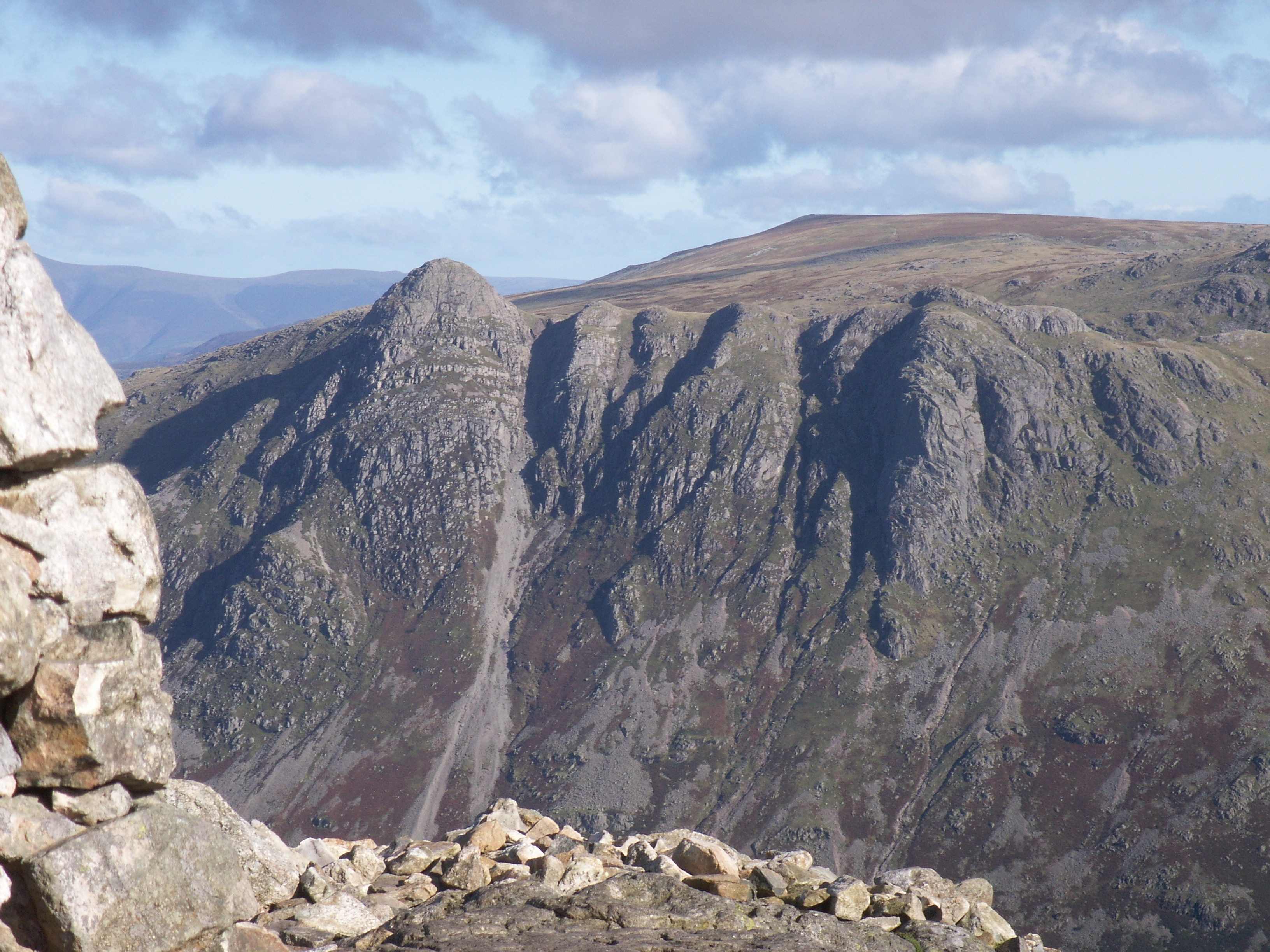
Осыпь на горе Пайк-оф-Стикл дала материал для многих грубо оббитых топоров

В окрестностях Лэнгдейла на поверхности встречается мелкозернистый вулканический зелёный роговик или туф, пригодный для изготовления шлифованных или полированных топоров, получивших широкое распространение в доисторической Британии.

## Петрографический анализ
Археологи смогли установить уникальную природу лэнгдейлских каменных орудий путём исследования их разрезов с помощью микроскопа. На срезе была обнаружена уникальная структура, позволившая реконструировать методы изготовления, а также торговые пути изготовителей топоров. В Лэнгдейлской области производились как грубо оббитые, так и хорошо отполированные изделия, которые представляли предмет торговли по всей территории Великобритании и Ирландии. Полировка грубых поверхностей увеличивала проникающую способность топора за счёт снижения трения с древесиной.
Некоторые топоры выглядят изношенными, другие — нетронутыми; таким образом, если первые использовались как рабочие инструменты, то вторые могли быть и культовыми. Форма полированных топоров показывает, что их вставляли в муфты и рукоятки, что позволяло использовать их, например, для расчистки угодий от леса. Благодаря твёрдости каменной породы, из которой изготавливались данные топоры, они стали хорошей альтернативой распространённым в ту пору кремнёвым топорам.
Производители данных топоров соорудили некоторые из ранних неолитических кромлехов, в частности, Каменный круг в Каслригге.